# ビオナーデ

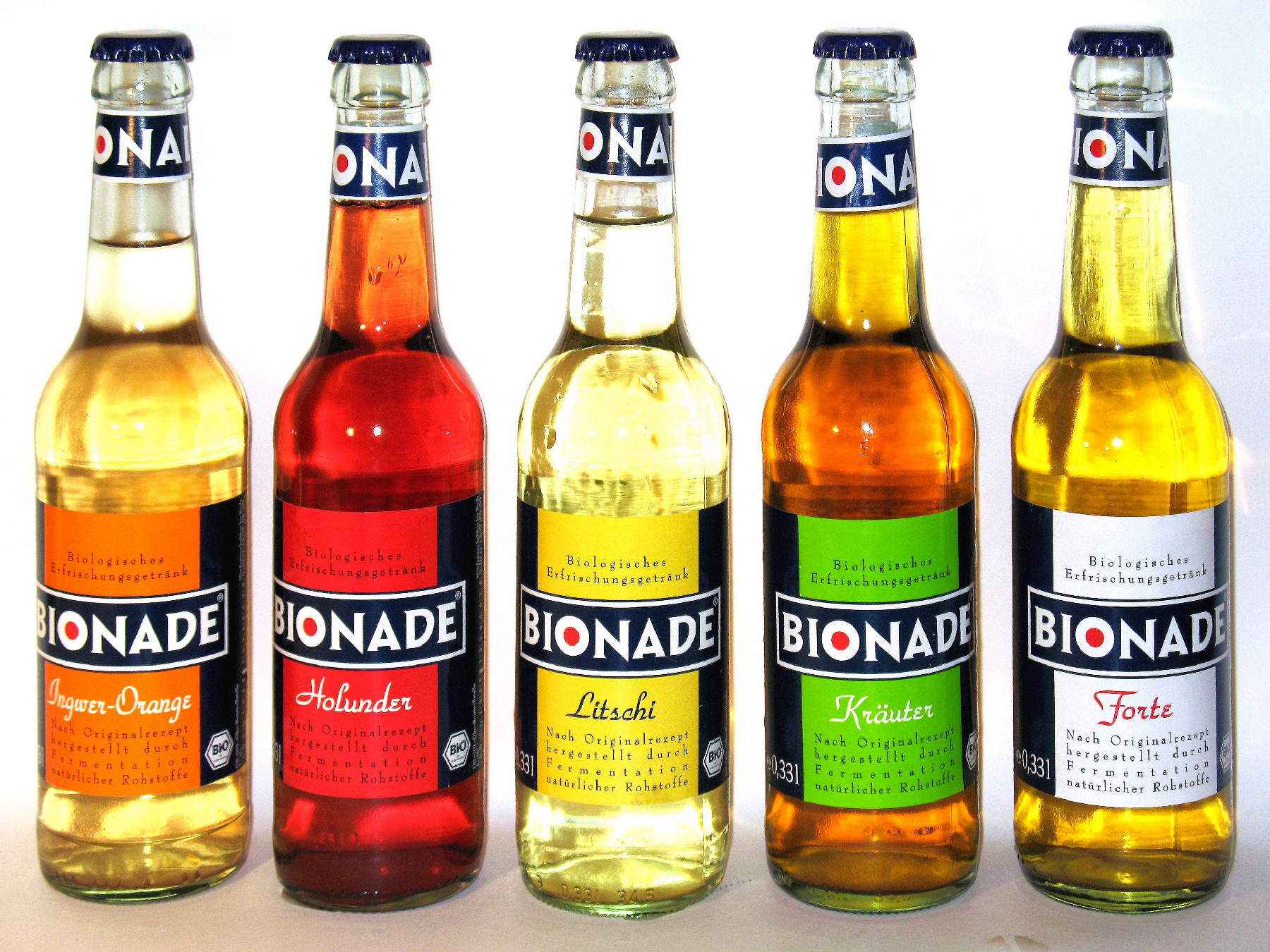
5種類のビオナーデ

ビオナーデ（独: Bionade）は、ドイツで開発された有機発酵させた炭酸飲料であり、ビオナーデ社（Bionade GmbH）の登録商標である。開発者であるディーター・ライポルトが所有する、バイエルン州・オストハイムのペーター（Peter）ビール醸造所で製造されている。

## 概要
味はレモネードに似るが、麦芽を発酵して製造する方法はビールに似ている（ただしビールと違い、酵母菌を用いながらも発酵によるアルコール分は発生しない）。バイオブーム、オーガニックブームという風潮も追い風となり、1995年に開発されて以来ドイツで人気のソフトドリンクとなった。
発酵の後、濾過、炭酸添加、天然香料の添加、カルシウムやマグネシウムを強化してある。 ディーター・ライポルトは、ドリンクの開発、技術改良に8年と150万ユーロ近くを費やした。0.33と0.5リットル瓶の2規格があり、種類は、エルダーベリー（Holunder）、ライチ（Litschi）、ハーブ（Kräuter）、オレンジ（オレンジ&ジンジャー Ingwer-Orange）とフォルテ（Forte）の5種類がある。
2006年には7300万本売れており、既にオーストリア、スイス、スカンジナビア、オランダ、ベルギー、ルクセンブルク、イタリア、スペイン、ポルトガル、アイルランドで販売されている。2007年8月にはファーストフードチェーンのマクドナルドとの販売契約を結んでおり、さらなる世界規模の販売も予想される。
日本では輸入販売業を行う雄山株式会社が日本販売代理店として登録されている。有機JAS認定商品。